# 23rd Street-Ely Avenue
23rd Street-Ely Avenue is een station van de metro van New York aan de Queens Boulevard Line in het stadsdeel Queens. Het station is geopend in 1933. De lijnen  maken gebruik van dit station.
 ·  ·  ·  ·  ·  ·  ·  ·  · 